# يزيد بن قنافة العدوي
يزيد بن قنافة بن عبد شمس العدوي، من بني عدي بن أخزم، من ثعل بن عمرو بن الغوث. شاعر جاهلي. كان معاصرًا لحاتم الطائي وهجاه في أبياته. ذُكر في عدة مصادر منها كتاب شرح حماسة لأبي القاسم زيد بن علي الفارسيّ (ت ٤٦٧ هـ).